# نفر كاو رع الثاني
نفر كاو رع الثاني، (بالإنجليزية: Neferkaure II)‏، هو ملك فرعوني تولى الحكم في الأسرة المصرية الثامنة. 2160 ق.م. في عصر الفترة الانتقالية الأولى. وقد ذكر في قائمة الملوك في أبيدوس، وكذلك في قائمة تورين تحت الرقم 54، وقد قدرت فترة حكمه بحوالي أربع سنوات وشهرين. والذي يعتبر وقتا طويلا قياسا بمن سبقوه من ملوك الأسرة الثامنة، مما يعطي بعض الشكل بخصوص الفترة الزمنية لحكمه.